# Атаррий
Атаррий (др.-греч. Άταρριας) — македонский военачальник IV века до н. э. Участвовал в Восточном походе Александра Македонского. На службе у македонского царя за свою доблесть был назначен хилиархом. Впоследствии, возможно, поступил на службу к диадоху Кассандру.

## Биография
Атаррий был сыном Диномена. Он начал свою военную карьеру при Филиппе II. Атаррий с самого начала участвовал в Восточном походе Александра Македонского. В 334 году до н. э. он отличился во время осады Галикарнаса, когда остановил бежавших молодых воинов и вернул их обратно на поле боя. В Ситтакене Александр провёл военные состязания, победители которых должны были стать хилиархами гипаспистов. Первым по доблести был признан Атаррий. Также в число наиболее доблестных воинов вошли Антиген, Филот Авгей, Аминта, Антигон, Феодот и Гелланик.
В 330 году до н. э. Атаррий руководил отрядом воинов, которые по приказу Александра арестовали Филоту. Согласно Квинту Курцию Руфу, после осуждения Филоты войсковым собранием на смертную казнь «Атаррий, несомненно по уговору с царём, потребовал привести Александра Линкестийца». Этот военачальник был обвинён в заговоре против царя за несколько лет до процесса Филоты. Его заключили под стражу и несколько лет держали в заключении. С подачи Атаррия, Александр Линкестиец был доставлен на войсковое собрание и также был осуждён на смертную казнь.
Плутарх упомянул Атаррия, когда тот хотел обмануть Александра. Македонский царь решил заплатить долги своих воинов. Атаррий привёл мнимого заимодавца, но был изобличён. Александр не только простил «должника», но и подарил деньги, так как учёл былые заслуги. Данный анекдот Плутарх повторил и в жизнеописании Александра, где в роли должника выступал не Атаррий, а Антиген.
В историографии существует дискуссия относительно вопроса индентичности хилиарха гипаспистов Александра Атаррия и военачальника Кассандра Атаррия. Ю. Керст считал их тождественность невозможной, так как при описании событий 328 года до н. э. Атаррий назван стариком, а военачальник Кассандра с тем же именем руководил войском в 316/315 году до н. э. И. Г. Дройзен писал, что «этот вопрос мы должны оставить нерешенным». Г. Берве считал их идентичность более чем вероятной. По мнению историка, имя Атаррий было редким, а Кассандр вряд ли бы поручил руководство войском человеку без должного военного опыта. В. Хеккель считал тождественность двух Аттариев возможной. Он отмечал, что среди военачальников Александра были люди, которые сражались вплоть до 80-летнего возраста. Соответственно, пожилой возраст Атаррия в 328 году до н. э. не даёт оснований однозначно исключать возможность командования им войсками через 10 лет. Одновременно он подчёркивал, что военачальники Кассандра преимущественно не участвовали в походах Александра, так как находились в это время при дворе его отца, наместника Македонии на время отсутствия царя, Антипатра.
В 316/315 году до н. э. Кассандр поручил Атаррию во главе войска перекрыть проходы между Эпиром и Македонией. Таким образом, он должен был не допустить войско эпиротов на помощь Олимпиаде, которая была осаждена Кассандром в Пидне. Атаррий быстро занял проходы и не допустил на территорию Македонии войско Эакида. Эпироты и сами не горели желанием сражаться за интересы Олимпиады. Эакид был вынужден отпустить домой недовольных, которые по возвращении в родные города подняли восстание против отсутствующего царя.

### Исследования
- Дройзен И. Г. История эллинизма. — Ростов н/Д.: Феникс, 1995. — Т. 2. — 544 с. — ISBN 5-85880-079-3.
- Berve H. Das Alexanderreich auf prosopographischer Grundlage (нем.). — München: C. H. Beck`sche Verlagsbuchhandlung, 1926. — Vol. 2.
- Heckel W. Alexander’s Marshals. A study of the Makedonian aristocracy and the politics of military leadership (англ.). — 2nd. — London; New York: Routledge, 2016. — ISBN 978-1-138-93469-6.
- Heckel W. Who's Who in the Age of Alexander and his Successors. From Chaironea to Ipsos (338—301 BC) (англ.). — Barnsley: Greenhill Books, 2021. — 554 p. — ISBN 978-1-78438-648-1.
- Kaerst J[нем.]. Atarrias // Paulys Realencyclopädie der classischen Altertumswissenschaft :  [нем.] / Georg Wissowa. — Stuttgart : J. B. Metzler’sche Verlagsbuchhandlung, 1896. — Bd. II, 2. — Kol. 1898.